# Rui Manuel Gomes Brites
Pour l’article homonyme, voir Brites.
Rui Manuel Gomes Brites est un chasseur parachutiste portugais, né le 10 août 1952, à Seixo da Beira, dans le conseil de Oliveira do Hospital, dans le district de Coimbra. Il est l'archétype de la jeune génération sacrifiée envoyée se battre dans les guerres coloniales dans la seconde moitié du XXe siècle. Il portait le matricule 727/73.
Le 3 février 1973, alors que les guerres coloniales portugaises redoublent de violence et touchent à leur fin, il est incorporé comme volontaire dans le régiment des chasseurs parachutistes (Caçadores Pára-quedistas da Força Aérea), à Tancos, où il conclut le cours de parachutiste militaire le 21 septembre de la même année. Il a alors 31 ans. Il embarque pour la ville de Beira, au Mozambique, le 23 novembre 1973, au service du BCP 32. Entre-temps, le 25 avril 1974, la révolution des Œillets bouleverse la vie politique du Portugal, mettant fin à l'État nouveau de Salazar, et change la donne dans les colonies. Le programme du MFA, dont le noyau est constitué de jeunes capitaines, est de mettre un terme à la guerre et d'évacuer les territoires d'Afrique. Près d'un an après son arrivée, le 3 novembre 1974, Rui Manuel Gomes Brites est transféré au BCP 31.
Alors que le Portugal décide de l'évacuation de ses colonies, il meurt le 29 mars 1975, à l'hôpital D. Rainha Amélia, dans la ville de Beira, au Mozambique, victime d'une forme prolongée de paludisme cérébral.